# Eliso Rivera
Eliso Rivera (Masio, 1865 – Masio, 1936) è stato un giornalista italiano, fondatore assieme a Eugenio Camillo Costamagna della Gazzetta dello Sport nel 1896.

## Biografia

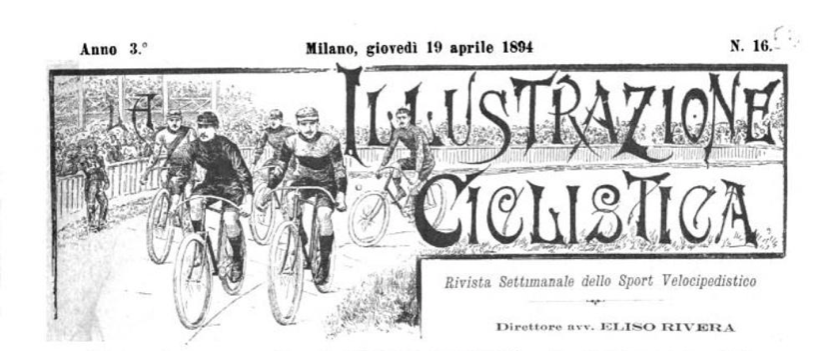
Un numero della «Illustrazione ciclistica», testata che Rivera fondò nel 1892 e diresse fino al 1895.

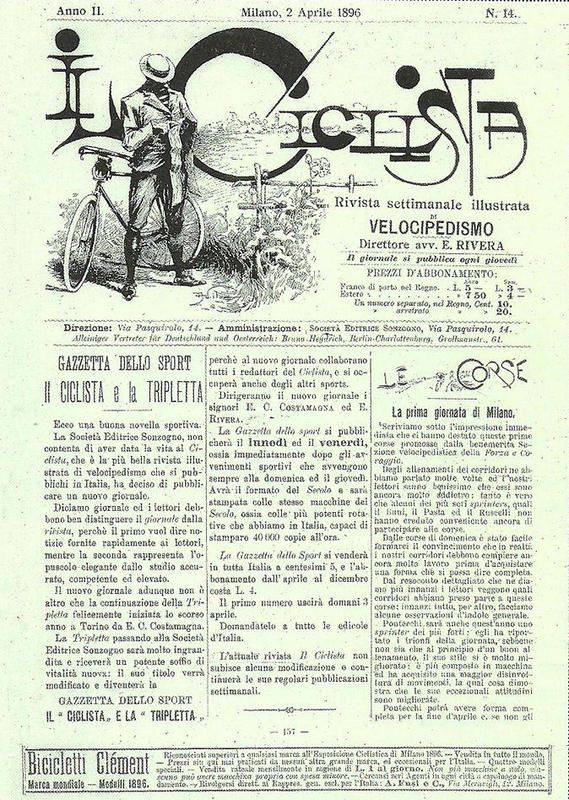
Il Ciclista del 2 aprile 1896.

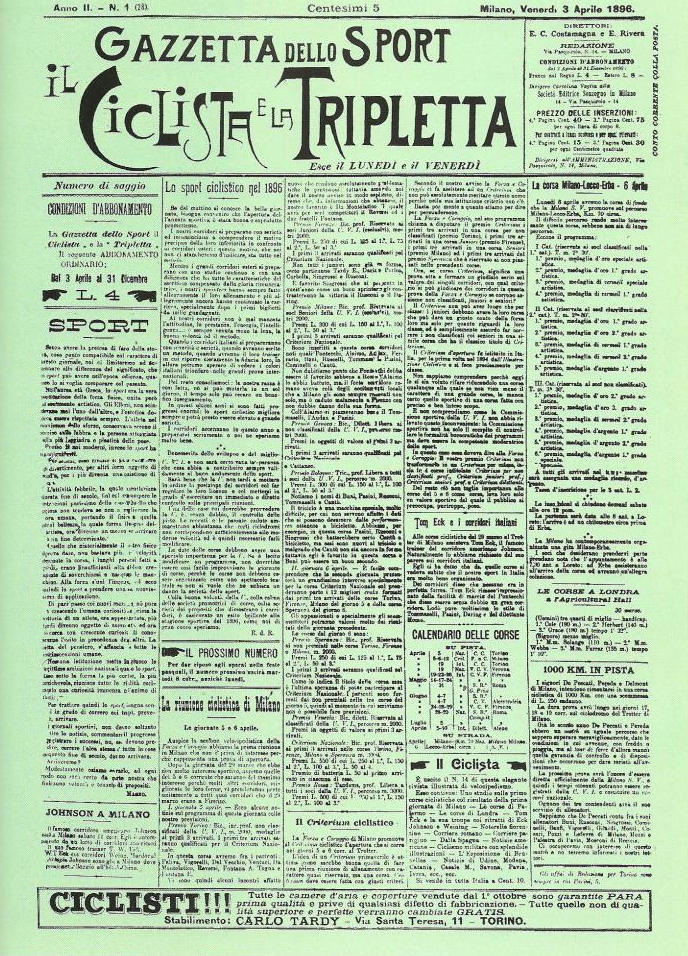
Il primo numero della Gazzetta dello Sport (3 aprile 1896).

Eliso Rivera nasce nel 1865 sul confine tra Oviglio e Masio in provincia di Alessandria. Per tutta la vita rimane legato al paese di origine ed, in particolare, alla borgata Roncaglie nel comune di Masio.
Avvocato di idee socialiste, si specializza nelle cause in difesa dei lavoratori. Il suo nome è legato indissolubilmente alla storia del ciclismo, che vide in Alessandria una delle città all'avanguardia in questa pratica. Tra i primi italiani ad usare il velocipede, partecipa anche ad alcune competizioni. Gareggia in Umbria e nelle Marche per il Veloce Club Perugia. Nel 1888 vince una gara a Fermo assieme al socio Luigi Serafini. Oltre a gareggiare, è un brillante oratore e conduce uno studio legale a Milano, città in netta ascesa e che si prepara a diventare la capitale economica e industriale del Paese.
Diventa socio del Veloce Club Milano e il 31 marzo del 1892 inizia la sua attività nel giornalismo sportivo: fonda e dirige la «Illustrazione velocipedistica italiana», che diventa l'anno seguente «La illustrazione ciclistica». In poco tempo il giornale si impone come una delle riviste più autorevoli del settore.
Nel giugno dello stesso anno Rivera partecipa al congresso dell’Unione velocipedistica italiana. Migliora lo statuto dell’UVI e i regolamenti relativi alle corse e ai premi.
Nel 1895 Raffaele Sonzogno, editore del quotidiano Il Secolo di Milano, incarica Eliso Rivera di fondare Il Ciclista per controbattere La Bicicletta del rivale Corriere della Sera. Il primo numero esce il 4 luglio 1895. Successivamente Rivera è affiancato da Eugenio Camillo Costamagna, studente in lettere e appassionato di sport. Rivera e Costamagna decidono, imitando analoghe esperienze francesi come Le Vélo e il Paris-Vélo, di fondere i due giornali di cui sono ideatori, Il Ciclista e La Tripletta, e di dare alle stampe un nuovo giornale, che si contraddistingua nel panorama editoriale dell'epoca.
Il 3 aprile 1896  esce il primo numero de La Gazzetta dello Sport, che reca come sottotitolo le testate dei due fogli di origine. Alla fine dell'anno Rivera chiude Il Ciclista per concentrarsi totalmente sulla Gazzetta.
Nel 1898 Rivera segue da vicino la rivolta milanese per il prezzo del pane che porterà alla repressione del generale Bava Beccaris. Sospettato di anarchismo, deve lasciare la Gazzetta dello Sport.
Dopo queste importanti esperienze giornalistiche riprende la sua attività di avvocato e partecipa ad alcuni famosi processi dell'epoca, pur restando un punto di riferimento per il mondo del ciclismo: è consigliere dell'Unione Velocipedistica Italiana (fondata nel 1885 a Roma) e primo direttore dell'omonima rivista.
Nel 1902 fonda a Masio la «Casa del Popolo delle Roncaglie», una società di mutuo soccorso che per anni rimarrà il punto di riferimento per il borgo. 
Nel periodo tra le due guerre, Rivera emigra per alcuni anni in Argentina, dove riprende la professione di giornalista: dirige a Córdoba «La Vittoria», poi nel 1919 assume la direzione de «L'Italia del Popolo» e nel 1920 fonda e dirige per dieci anni a Buenos Aires «La Gazzetta degli Italiani». 
Anche in Argentina è tra i protagonisti del mondo del mutuo soccorso: nel 1914 è tra i fondatori dell'Unione Alessandrina a Buenos Aires ed è vice presidente della «Federazione Generale delle Società Italiane nella Repubblica Argentina».
Nel 1930 torna in Italia e riprende l'attività di avvocato. Muore a Masio nel 1936.